# الكاليدونيون
قالب:Prehistoric Scotland

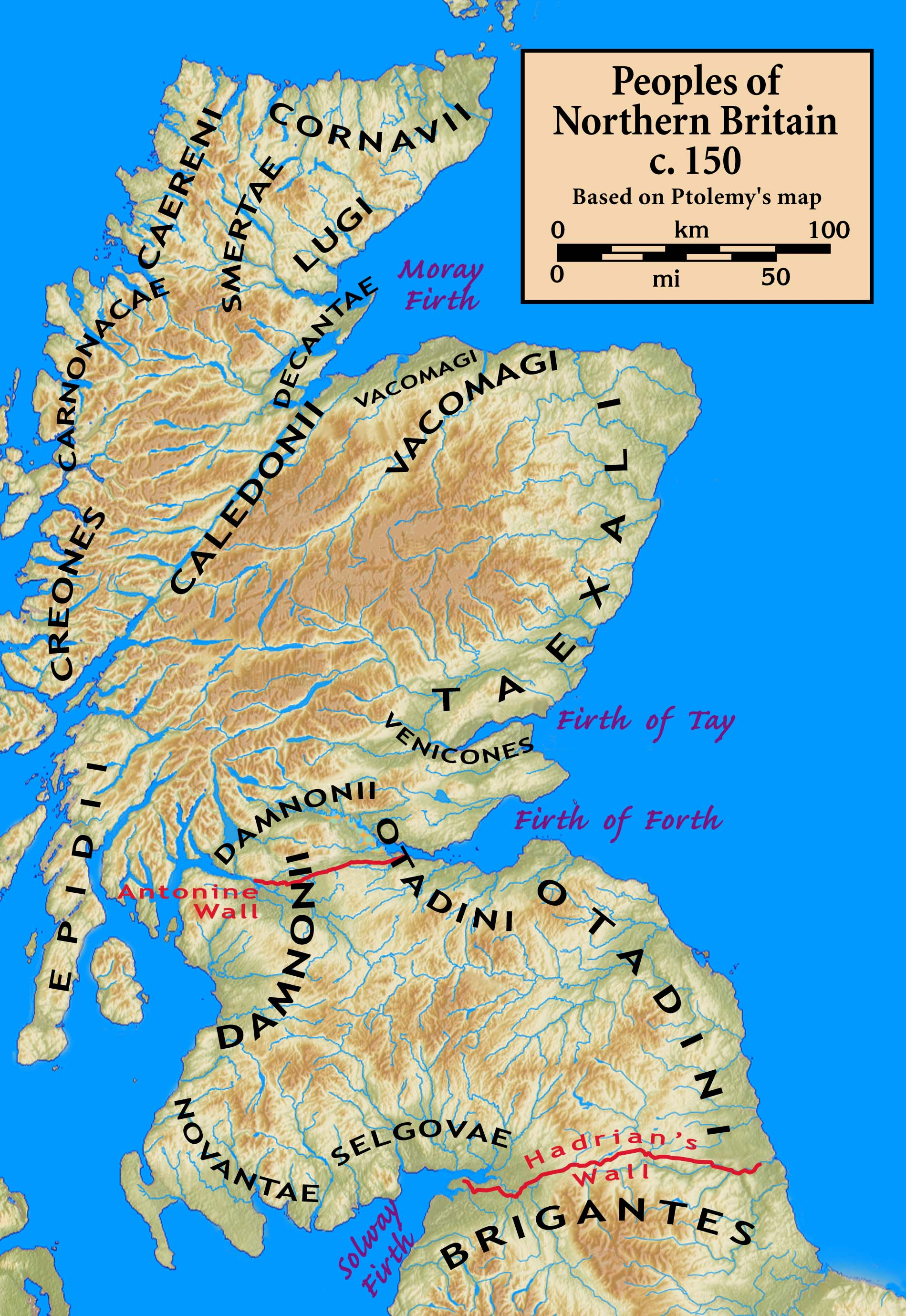
شعوب شمال بريطانيا وفقًا لجغرافيا بطليموس في القرن الثاني

كان الكاليدونيون (/ˌkælɪˈdoʊniənz/؛ باللاتينية: Caledones أو Caledonii؛ باليونانية القديمة: Καληδῶνες، Kalēdōnes) اتحادًا قبليًا يتحدث اللغة البريثونية (وهي إحدى اللغات الكلتية) في المنطقة التي تُعرف اليوم باسم اسكتلندا، وذلك خلال عصر الحديد والفترة الرومانية . وقد أُشتُق اسم إقليمهم، كاليدونيا، من الصيغة اليونانية لاسم القبيلة.كان يُنظر إلى الكاليدونيين باعتبارهم جزءًا من شعوب البريطونيين (وهم الشعوب الكلتية الأصلية في بريطانيا) ، ولكن في وقت لاحق، بعد الغزو الروماني للنصف الجنوبي من بريطانيا، تم تمييز السكان الشماليين باسم البيكتس ، الذين يُعتقد أنهم شعب ذو صلة وكانوا يتحدثون أيضًا لغة بريتونية . كان البريطانيون الكاليدونيون أعداءً للإمبراطورية الرومانية ، التي كانت الدولة التي تدير معظم بريطانيا العظمى آنذاك باعتبارها مقاطعة بريتانيا .
كان الكاليدونيون، شأنهم شأن العديد من القبائل الكلتية في بريطانيا، من بُناة الحصون التلية ومزارعين، وقد خاضوا مواجهات عديدة مع الرومان، حيث تمكنوا في بعض الأحيان من إلحاق الهزيمة بهم، بينما تعرضوا للهزيمة في مناسبات أخرى. ورغم المحاولات المتكررة، لم يتمكن الرومان من احتلال كاليدونيا بشكل كامل أو دائم. ومن الجدير بالذكر أن معظم المعلومات المتوفرة اليوم عن الكاليدونيين تستند في الأساس إلى مصادر رومانية، وهي مصادر قد تكون متحيزة، بحكم أن روما غالبًا ما صورت خصومها في إطار سلبي أو وفق منظور يخدم روايتها الإمبراطورية.
يفترض المؤرخ بيتر سالواي أن الكاليدونيين كانوا في الأساس قبائل بيكتية، يتحدثون لغة قريبة جدًا من اللغة البريطانية العامة (Common Brittonic) أو ربما فرعًا منها، معززًا بمقاتلي المقاومة البريتونية الهاربين من بريطانيا المحتلة من قبل الرومان. ربما انضمت قبيلة كاليدونيان، التي سميت باسمها الكونفدرالية الكاليدونية التاريخية، إلى الصراع مع روما من قبل قبائل في شمال وسط اسكتلندا بحلول هذا الوقت، مثل فاكوماجي وتيكسالي وفينيكونيس التي سجلها بطليموس . توصل الرومان إلى تسوية مع القبائل البريثونية مثل الفوتاديني باعتبارها دولًا عازلة فعالة.

## أصل الاسم
وفقًا لعالم اللغويات الألماني ستيفان زيمر، فإن اسم كاليدونيا مشتق من اسم القبيلة كاليدونيس (وهو الشكل اللاتيني للجمع الاسمي في اللغة البريطانية Calēdones أو Calīdones)، والتي تعود في أصلها إلى الصيغة الأقدم Kalē-، ويُحتمل أن تكون مرتبطة بمعنى "النهر الأسود" أو مرتبطة بإلهة النهر دانو أو دانويه في الميثولوجيا الكلتية. أما من الناحية اللغوية، فقد فسّر زيمر أصل الكلمة على النحو التالي:الجذر الأول: kal- من اللغة الكلتية البدائية، ويعني "صلب" أو "قوي".الجذر الثاني: pēd- ويعني "قدم". وينتج من دمج هذين الجذرين معنى محتمل وهو "ذوو الأقدام القوية"، في إشارة رمزية إلى الثبات والصمود والقدرة على التحمل، وهي صفات ارتبطت بالقبائل الكلتية المقاومة للرومان. أما الصيغة المفردة لاسم هذه القبيلة، فهي مُوثّقة في إحدى النقوش الرومانية-البريطانية المكتشفة في كولشستر، حيث وردت بصيغة كاليدو (Caledo)، وهي الصيغة اللاتينية للاسم المفرد البريطوني الأصلي Calidū. . 

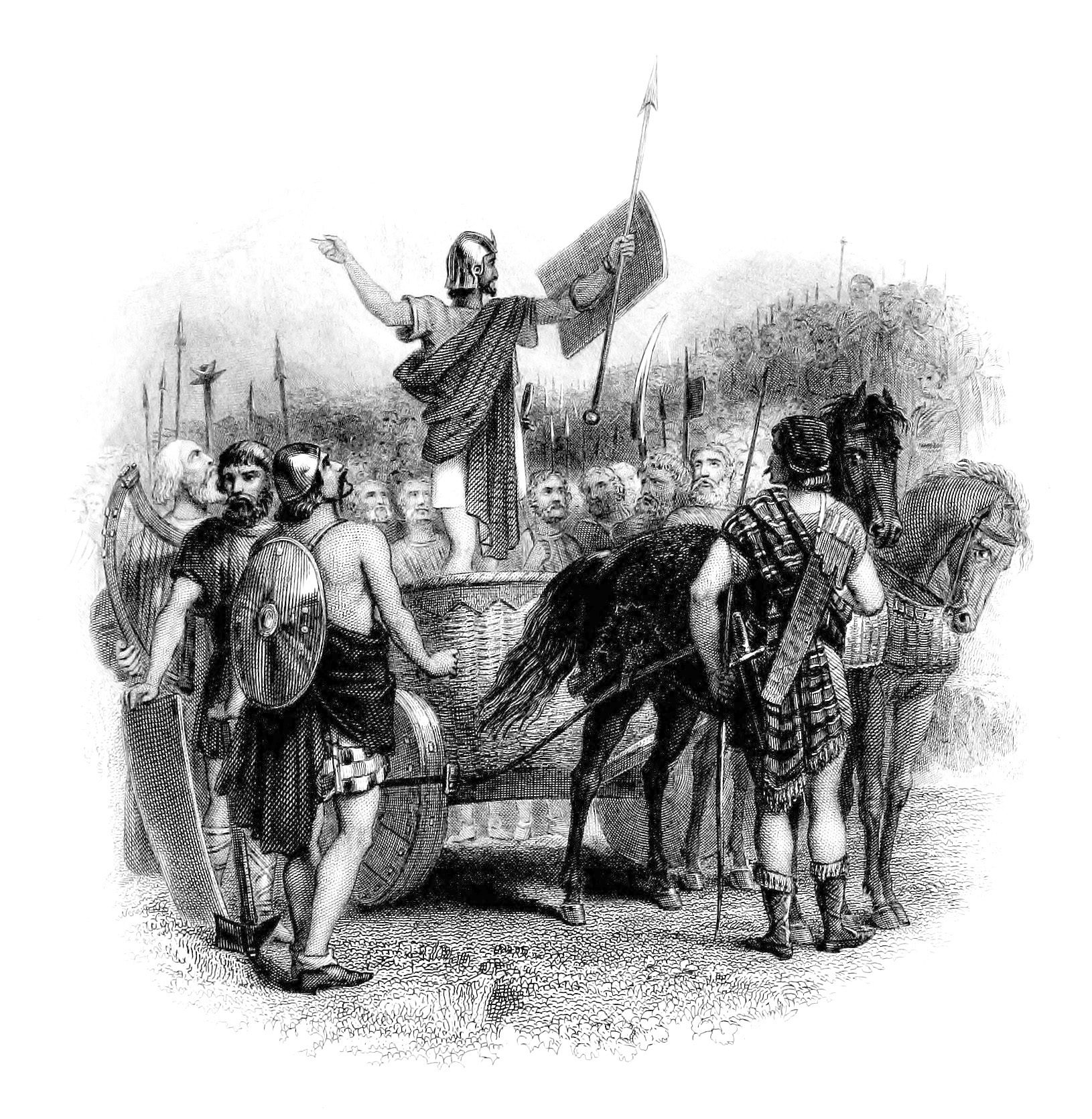
رسم توضيحي (القرن الثامن عشر) للزعيم الكاليدوني كالجاكوس

في عام 83 أو 84 ميلادي، هُزم الكاليدونيون بقيادة كالغاكوس على يد الحاكم الروماني غنيوس يوليوس أغريكولا في معركة مونز غراوبيوس، وذلك وفقًا لما رواه المؤرخ تاكيتوس. وقد تجنّب تاكيتوس استخدام ألقاب مثل "ملك" عند وصفه لكالغاكوس، مما يترك مسألة وجود قيادة موحّدة للكاليدونيين غير واضحة؛ فقد يكون كالغاكوس مجرد زعيم عسكري مُنتخب وليس قائدًا دائماً للقبائل المتفرقة.كما سجّل تاكيتوس أوصاف الكاليدونيين الجسدية، مشيرًا إلى شعرهم الأحمر وأطرافهم الطويلة.
وفي عام 122 ميلادي، بدأت أعمال بناء جدار هادريان، الذي شكّل حاجزًا ماديًا بين الأراضي الواقعة تحت السيطرة الرومانية، وبين الأراضي التي اعتبرها الرومان جزءًا من كاليدونيا. 
ورُجّح أن الرومان حاولوا غزو كاليدونيا أو احتلالها بشكل مباشر في فترة ما خلال أو بعد عام 139 ميلادي..  وفي عام 142 ميلادي، بدأ بناء جدار أنطونينوس على بُعد نحو 100 كيلومتر شمال جدار هادريان، دعمًا لمحاولات التوسع الروماني في أراضي الكاليدونيين، ولتثبيت السيطرة على جنوب كاليدونيا. لكن الرومان تخلّوا لاحقًا عن هذا الجدار في حدود عام 158 ميلادي، وعادوا للتمركز خلف جدار هادريان. 
يذكر المؤرخ مالكوم تود أن قبائل شمال بريطانيا واسكتلندا، ومن المحتمل أن يكون الكاليدونيون من ضمنهم، كانوا معروفين بشدة بأسهم القتالية،  مما دفع الرومان إلى نشر حاميات عسكرية واسعة في المنطقة.  يزعم فريزر وماسون أن الكاليدونيين على الأرجح لم يهاجموا الرومان أو يضايقوهم بشكل مباشر خلال هذا الوقت، ولكن ربما كانت لديهم صراعات طفيفة مع قبائل أخرى. 
في عام 180 ميلادي، شارك الكاليدونيون في غزو الأراضي البريطانية الرومانية، حيث تمكنوا من اختراق جدار هادريان ولم يتم إخضاعهم لعدة سنوات، إلى أن أُبرمت معاهدات سلام مع الحاكم الروماني أولبيوس مارسيليوس. ويُشير هذا إلى أن الكاليدونيين كانوا قادرين على اتخاذ قرارات موحدة رغم كونهم مكوّنين من عدة زعماء مستقلين. ومع ذلك، استخدم المؤرخون الرومان كلمة "كاليدونيوس" ليس فقط للإشارة إلى الكاليدونيين أنفسهم، بل أيضًا إلى أي من القبائل الأخرى (سواء كانت بيكتية أو بريتونية) التي تعيش شمال سور هادريان، ومن غير المؤكد ما إذا كانت هذه القبائل في وقت لاحق تقتصر على مجموعات فردية أو اتحادات أوسع من القبائل. من الممكن أن يكون هؤلاء هم شعب بريجانتيا وليس الكاليدونيين.  بحلول النصف الثاني من القرن الثاني الميلادي، كان من المحتمل أن تكون قبائل المياتاي قد تمركزت بين الكاليدونيين وجدار أنطونينوس.  خلال عهد كومودوس، يبدو أن سلسلة من المدفوعات المنتظمة قد تم دفعها إلى الكاليدونيين من قبل الرومان، واستمرت في السنوات القليلة الأولى من حكم سيفيروس، وفقًا لجون كيسي. 
في عام 197 ميلادي، سجّل المؤرخ ديو كاسيوس أن الكاليدونيين شاركوا في هجوم جديد على الحدود الرومانية بقيادة المياتاي والبريغانتس، ربما مستغلين انسحاب الحاميات الرومانية من جدار هادريان بأوامر كلوديوس ألبينوس. وذكر ديو أن الكاليدونيين قد نكثوا بالمعاهدات التي أبرموها مع مارسيليوس قبل سنوات قليلة.
وصل الحاكم الجديد فيريوس لوبوس لاستعادة السيطرة على بريطانيا، لكنه اضطر إلى شراء السلام من قبائل المياتاي بدلاً من مواجهتهم عسكريًا.
وفقًا لـجيمس فريزر وروجر مايسون، بحلول نهاية القرن الثاني الميلادي، بدأ الرومان يصنفون معظم القبائل الشمالية تحت مسمّى "الكاليدونيين" أو "المياتاي".  وأصبح هذان الاسمان يمثلان شمال بريطانيا بالكامل. كما أشار مالكوم تود إلى أن جميع سكان المنطقة كانوا يُطلق عليهم اسم "كاليدونيين"، بغض النظر عن انتمائهم القبلي الحقيقي..
آخر ذكر للكاليدونيين كان في عام 209 ميلادي، عندما قيل إنهم استسلموا للإمبراطور سيبتيموس سيفيروس، الذي قاد شخصيًا حملة عسكرية شمال جدار هادريان بحثًا عن نصر عسكري كبير. غير أن المؤرخين هيروديان وديو كاسيوس لم يتطرقا إلى تفاصيل الحملة، بل ذكرا فقط أن الكاليدونيين اضطروا للتنازل عن جزء من أراضيهم للرومان.وذكر ديو أن الكاليدونيين كبّدوا الرومان نحو 50,000 قتيل من خلال تكتيكات الاستنزاف والحرب غير النظامية (حرب العصابات).وقد اقترح الدكتور كولين مارتن أن حملات سيفيروس لم تكن تستهدف معركة حاسمة، بل كانت تهدف إلى تدمير الأراضي الزراعية الخصبة في شرق اسكتلندا، بهدف القضاء على الكاليدونيين عبر التجويع فيما يُشبه الإبادة الجماعية.. 
بحلول عام 210 ميلادي، أعاد الكاليدونيون تحالفهم مع المياتاي، وشنّوا هجومًا جديدًا، مما دفع الرومان إلى إرسال حملة بقيادة ابن سيفيروس، كاراكلا، وكان هدفها القضاء على كل من يواجهونه من القبائل الشمالية. ويُذكر أن كاراكلا كان يكره الكاليدونيين، وأعرب عن رغبته في إبادتهم بالكامل، بحسب المؤرخ ديفيد شوتّر.  في الأثناء، كان سيفيروس يخطط لغزو شامل، لكنه كان يعاني من المرض، وتوفي لاحقًا في إيبوراكوم (يورك الحالية) في بريطانيا عام 211 ميلادي. حاول كاراكلا الاستمرار في الحملة، لكن قواته رفضت الاعتراف به كإمبراطور، فاضطر لعقد سلام مع الكاليدونيين والانسحاب جنوب جدار هادريان للتركيز على صراعه على العرش الإمبراطوري. شيبرد فرير يرى أن كاراكلا ربما استمر مؤقتًا في الحملة بعد وفاة والده قبل الانسحاب، استنادًا إلى دلائل غير مباشرة مثل النقود والنقوش، لكنه يعتبر أن كراهية ديو لكاراكلا قد دفعته إلى تصوير نهاية الحملة وكأنها هدنة مخزية. أما مالكوم تود، فيرفض هذه الفرضية، معتبرًا أنه لا توجد أدلة كافية لدعمها. ويرى المؤرخ بيتر سالواي أن الضغوط السياسية على كاراكلا كانت شديدة، وأن الحدود الرومانية الشمالية كانت مستقرة بما يكفي للسماح بانسحاب القوات..  رغم كل ذلك، استعاد الكاليدونيون أراضيهم ونجحوا في دفع الرومان مرة أخرى خلف جدار هادريان.
عد هذه الأحداث، لم يُذكر الكاليدونيون في المصادر التاريخية لفترة طويلة، باستثناء نقش يعود تقريبًا لعام 230 ميلادي في مدينة كولشستر، يُشير إلى رجل يصف نفسه بأنه حفيد أو ابن شقيق شخص يُدعى ويبوغينوس الكاليدوني. ما يدل على استمرار وجودهم، على الرغم من أن البعض تكهّن بأن حملات سيفيروس ربما قضت على الكاليدونيين بالكامل، وهو احتمال غير مرجح تاريخيًا.
وفي عام 305 ميلادي، أعاد الإمبراطور قسطنطيوس كلوروس غزو الأراضي الشمالية لبريطانيا، رغم أن المصادر غير دقيقة فيما يتعلق بتوغله إلى أقصى الشمال، لكنها تشير إلى تحقيقه انتصارًا كبيرًا على "الكاليدونيين وآخرين".وتُعتبر هذه الحملة ذات أهمية خاصة لكونها تضم أول استخدام مُسجّل لمصطلح البيكت لوصف قبائل المنطقة الشمالية من بريطانيا.

## المظهر الجسدي
في كتابه أغريكولا، الفصل الحادي عشر (حوالي عام 98 ميلادي)، وصف المؤرخ الروماني تاكيتوس الكاليدونيين بأنهم أصحاب شعر مائل إلى الحمرة وأطراف كبيرة، واعتبر هذه الصفات دلالة على أصول جرمانية، حيث قال: "الشعر الضارب إلى الحمرة (rutilae) والأطراف الكبيرة للكالدونيين تعلن عن أصل جرماني.". وكتب المؤرخ يوردانس في مؤلفه غيتيكا وصفًا مشابهًا:
"سكان كاليدونيا يمتازون بشعر ضارب إلى الحمرة وأجسام كبيرة مفككة المفاصل."
.

أما الخطيب أومينيوس، الذي ألقى المدائح في حق الإمبراطور قسطنطيوس كلوروس، فقد كتب أن كلًا من البيكت والكاليدونيين كانوا يتميزون بالشعر الضارب إلى الحمرة (rutilantia). وقد لاحظ الباحثون، ومنهم ويليام فوربس سكين، أن هذا الوصف يتطابق مع ما ذكره تاكيتوس بشأن الكاليدونيين في كتابه أغريكولا . [السنة مفقود]
لكن الباحث جيمس إي. فريزر يرى أن تاكيتوس وغيرهم من الكتّاب الرومان ربما كانوا على علم بوجود طرق لدى الكاليدونيين لصبغ شعرهم عمداً ليظهر باللون الأحمر، كجزء من إظهار القوة أو كوسيلة ترهيب، وهو ما قد يكون أُسيء تفسيره من قبل الرومان كدليل على هوية عرقية محددة.  كما أشار فريزر إلى أن الضغوط العسكرية التي تعرّضت لها القبائل الشمالية، والتي دفعتها إلى التنقل والانتقال، قد أدت إلى ظهور رموز وهويات محددة لكل قبيلة، مثل أنماط الملابس أو الحُلي؛  وتتضمن بعض أقدم الأمثلة على هذه المعرفات الأساور والأقراط وأغطية الأزرار، بالإضافة إلى الأسلحة المزخرفة. 

## علم الآثار
لا توجد أدلة أثرية مباشرة كافية على ثقافة مادية محددة للكاليدونيين، إلا أنه من الممكن وصف نمط المستوطنات في أراضيهم خلال فترة وجودهم.
من المرجح أن غالبية الكاليدونيين الذين عاشوا شمال فيَرث أوف فورث كانوا يسكنون في قرى غير محصّنة، داخل بيوت مبنية من الخشب أو الحجارة، بينما من كانوا يقطنون قرب الساحل الغربي، فكانوا غالبًا يستخدمون أسلوب البناء بالحجارة الجافة.  وفقًا لمالكولم تود، قد تكون المنازل الكبيرة" في الشمال ممثلة بشكل مبالغ فيه في السجل الأثري، بسبب قدرتها على البقاء بنجاح أكبر كهياكل واضحة المعالم." 
أما الحصون التلية المنتشرة من مرتفعات يورك الشمالية وصولًا إلى مرتفعات اسكتلندا، فهي تُعتبر دليلًا على ظهور طابع ثقافي مميّز في شمال بريطانيا العظمى، بدءًا من العصر الحديدي الأوسط. لكن تجدر الإشارة إلى أن هذه الحصون كانت أصغر حجمًا بكثير مقارنة بحصون الجنوب، إذ غالبًا ما كانت مساحتها تقلّ عن عشرة آلاف متر مربع (أي هكتار واحد تقريبًا، وهو ما يعادل نحو 2.47 فدانًا). ولا توجد مؤشرات أثرية قوية على أن هذه الحصون كانت مأهولة بالسكان بشكل دائم أو تُستعمل كمنشآت دفاعية من قبل الكاليدونيين، الذين يبدو أنهم اتبعوا نمط استيطان متفرق.
ومع حلول زمن الغزو الروماني، حدث تحول ملحوظ نحو نمط المزارع الصغيرة المحصّنة بشكل خفيف، لكنها أكثر حماية من العوامل الطبيعية، وكانت محاطة بسواتر ترابية. ومن المحتمل أن مجموعات عائلية صغيرة كانت تقطن هذه المزارع، وكانت مرتبطة بجيرانها من خلال شبكات الزواج والتحالفات العائلية.
أما أسباب التحوّل من الحصون التلية إلى المزارع الأقل تحصينًا بين الكاليدونيين وجيرانهم، فما تزال غير واضحة تمامًا. وقد طرح الباحث باري كونليف تفسيرًا مفاده أن أهمية بناء مساكن استعراضية بارزة تراجعت بحلول القرن الثاني الميلادي، بسبب انخفاض حدة التنافس على الموارد، سواء نتيجة التقدم في وسائل إنتاج الغذاء أو بسبب تناقص سكاني محتمل. ومن ناحية أخرى، تشير الاكتشافات الأثرية للمواد الرومانية إلى أن مظاهر الاستعراض الاجتماعي ربما أصبحت أكثر ارتباطًا بالزينة الشخصية والسلع الفاخرة المستوردة بدلًا من إقامة مبانٍ ضخمة أو حصون بارزة.
كما اقترحت الباحثة آن روبرتسون أن وجود مواد وأغراض رومانية داخل العديد من المنشآت الكاليدونية، بما في ذلك أدوات فاخرة وعملات نقدية، يُشير إلى وجود شبكة تجارية نشطة بين الرومان والكاليدونيين، تعود إلى القرن الأول الميلادي، واستمرت على الأقل حتى القرن الرابع الميلادي.. 

## بيبلوغرافيا
- كونليف، ب ، بريطانيا في العصر الحديدي ، باتسفورد، لندن، 2004،(ردمك 0-7134-8839-5)
- فرير، س ، بريتانيا ، روتليدج، لندن، 1987،(ردمك 0-7102-1215-1)
- موفات، أليستير (2005) قبل اسكتلندا: قصة اسكتلندا قبل التاريخ . لندن. تيمز وهودسون.(ردمك 0-500-05133-X)رقم ISBN 0-500-05133-X
- سالواي، ب ، بريطانيا الرومانية ، مطبعة جامعة أكسفورد، 1986
- تود، م ، بريطانيا الرومانية ، فونتانا، لندن، 1985.(ردمك 0-00-686064-8)رقم ISBN 0-00-686064-8

## روابط خارجية
- صحيفة سكوتسمان - مونس غراوبيوس، حيث هزم الرومان الكاليدونيين
- الاسكتلنديون المشهورون - جالجاكوس
- المملكة المتحدة التاريخية - الرومان في اسكتلندا
- مجلة تاريخ اسكتلندا